# Пиноккио (фильм, 2022)
«Пиноккио» (англ. Pinocchio) — американский компьютерно-анимационно-игровой музыкальный фэнтезийный фильм режиссёра Роберта Земекиса, снятый по его же сценарию, написанному совместно с Крисом Вайцем. Фильм является киноадаптацией одноимённого мультфильма 1940 года, основанного на итальянской книге Карло Коллоди «Приключения Пиноккио» (1883). В фильме снимались Том Хэнкс, Синтия Эриво и Люк Эванс с Бенджамином Эваном Эйнсвортом Джозефом Гордоном-Левиттом, Киганом-Майклом Кеем и Лоррейн Бракко в качестве актёров озвучки.
Премьера фильма состоялась 8 сентября 2022 года на сервисе Disney+.

## Сюжет
В маленькой итальянской деревушке в 1900 году бродячий сверчок по имени Джимини попадает в дом пожилого вдовца Джеппетто, мастера по дереву, который живёт со своим котёнком Фигаро и золотой рыбкой Клео. Джеппетто закончил работу над куклой, похожей на его умершего маленького сына, которую он назвал Пиноккио. Перед сном Джеппетто загадывает желание на падающую звезду. Позже той же ночью звезда волшебным образом оживляет Пиноккио, и вскоре его навещает Голубая Фея, которая говорит ему, что если он будет смелым, честным и бескорыстным, то сможет стать настоящим мальчиком. Голубая Фея поручает Джимини быть совестью Пиноккио и учить его различать добро от зла. Проснувшись и обнаружив, что Пиноккио живой, Джеппетто сначала шокирован, но вскоре приходит в неописуемый восторг.
Через несколько дней Джеппетто отправляет Пиноккио в школу. Однако вскоре к нему подходят мошенник-лис по прозвищу «Честный» Джон и его кот-подельник Гидеон. Джон убеждает Пиноккио, что для того, чтобы стать настоящим мальчиком, он должен обрести славу, хотя на самом деле собирается продать его кукловоду Стромболи. При помощи чайки по имени София Джимини удаётся найти и уговорить Пиноккио всё же пойти в школу, ему это удаётся, и они идут туда. Там директор выгоняет его, так как он всего лишь марионетка. Разочарованный Пиноккио решает отправиться к Стромболи, а Честный Джон тем временем накрывает Джимини стеклянной банкой, чтобы тот не смог ему помешать.
Когда Пиноккио не возвращается к ужину, Джеппетто вместе с Фигаро и Клео отправляется на его поиски. В театре Стромболи Пиноккио заводит дружбу с Фабианой, одной из сотрудниц Стромболи, и её марионеткой Сабиной. Пиноккио устраивает отличное представление для зрителей, но Стромболи, не желая его отпускать, запирает его в клетке. Когда карета Стромболи проезжала мимо банки с Джимми, она случайно камнем сдвинула её, освободив Джимми. Он тут же спешит к клетке Пиноккио, чтобы помочь ему. Чтобы дотянуться до ключа от замка, Пиноккио начинает лгать, и его нос, удлиняясь, помогает достать ключи.
Вскоре Пиноккио подхватывает повозка, полная детей, которой управляет харизматичный Кучер. Он везёт детей на Остров Удовольствий, где им разрешено беспрепятственно шалить и нарушать правила. По прибытии Пиноккио тревожит жестокое поведение некоторых детей, но он заводит дружбу с безответственным мальчиком по имени Лэмпвик и даже успевает насладиться несколькими аттракционами. Позже Джимини обнаруживает, что все дети превращаются в ослов, которых Кучер продаёт в соляные шахты с помощью своих Туманных Монстров. Пиноккио становится свидетелем превращения Лэмпвика в осла в бильярдной комнате и сам тоже приобретает ослиные уши и хвост. Пиноккио и Джимини удаётся сбежать с острова, прежде чем Кучер и его головорезы успевают их схватить.
Пиноккио и Джимини возвращаются домой к Джеппетто, но обнаруживают, что София оставила ему листовку Острова Удовольствий, чтобы сообщить, где находится Пиноккио. В отчаянии Джеппетто продал все свои часы, чтобы купить лодку и отправиться на поиски сына. Пиноккио воссоединяется с Фабианой и Сабиной, которые рассказывают, что прошлой ночью карабинеры арестовали Стромболи за жестокое обращение с работниками, и теперь они управляют его кукольным театром. Фабиана и Сабина предлагают Пиноккио присоединиться к ним, но он отказывается, решив спасти отца, и в этот момент его ослиные уши и хвост исчезают. София подаёт Пиноккио верёвку, и он устремляется в Средиземное море, где вскоре находит Джеппетто на лодке. Как только они воссоединяются, их проглатывает гигантское морское чудовище по имени Монстро.
Скрываясь в обломках корабля в животе Монстро, Пиноккио придумывает план: заставить его чихнуть, разведя внутри костёр. План срабатывает, и Монстро выбрасывает их наружу чихом, но сразу же начинает преследование, которое заканчивается тем, что их выбрасывает на берег, и Джеппетто, кажется, погибает.
Думая, что его отец погиб, Пиноккио скорбит над ним, и волшебная слеза падает с его глаза на Джеппетто, оживляя его. Джеппетто говорит Пиноккио, что, несмотря на то, что он всё ещё марионетка, он доказал, что в душе он настоящий мальчик. Пока Пиноккио и Джеппетто идут домой, Джимини рассказывает, что ходят истории о том, что Пиноккио стал настоящим мальчиком, но не подтверждает это (даже когда конечности Пиноккио начинают приобретать человеческий облик), подчёркивая, что в своём сердце Пиноккио уже давно настоящий мальчик.

## В ролях
| Актёр                   | Роль            |
| ----------------------- | --------------- |
| Том Хэнкс               | Джеппетто       |
| Бенджамин Эван Эйнсворт | Пиноккио        |
| Синтия Эриво            | Голубая Фея     |
| Люк Эванс               | Кучер           |
| Джозеф Гордон-Левитт    | Сверчок Джимини |
| Джузеппе Баттистон      | Стромболи       |
| Кианн Ламайя            | Фабиана         |
| Левин Ллойд             | Лэмпвик         |
| Киган-Майкл Кей         | Честный Джон    |
| Лоррейн Бракко          | София Чайка     |

## Производство

### Разработка
8 апреля 2015 года было объявлено, что Walt Disney Pictures разрабатывает адаптацию мультфильма 1940 года Пиноккио. Сообщается, что Питер Хеджес пишет сценарий для фильма. 22 мая 2017 года было объявлено, что Крис Вейц заменит Хеджеса в качестве сценариста, а также будет выступать в качестве продюсера, в то время как Сэм Мендес вёл переговоры о руководстве проектом. 13 ноября 2017 года Мендес ушёл с поста режиссёра.
20 февраля 2018 года было объявлено, что Пол Кинг был назначен режиссёром фильма, а Эндрю Милано был объявлен сопродюсером фильма вместе с Вайцем, и ожидалось, что производство начнётся. в конце 2018 года. Хотя было объявлено, что Джек Торн переписывает сценарий Вейца, 21 августа 2018 года, Вайц сообщил, что сценарий всё ещё находится в разработке, а также что производство было установлено в Англии и Италии в течение 2019 года. Сообщается, что в ноябре 2018 года Саймон Фарнаби работал над новым черновиком фильма. Однако 13 января 2019 года появилась информация о том, что Кинг покинул фильм по «семейным обстоятельствам», а компания Disney объявила о поиске нового режиссёра для проекта.
18 октября 2019 года стало известно, что Роберт Земекис ведёт переговоры о постановке фильма, а последняя версия сценария фильма, как сообщается, была написана Вайцем, Кингом и Фарнаби. Вайц и Милано всё ещё прикреплены к проекту, как продюсеры. 24 января 2020 года было подтверждено, что Земекис снимет фильм и напишет новый сценарий вместе с Вайцем. Также сообщалось, что исполнительными продюсерами выступят Джек Рэпк и Джеки Левин.

### Кастинг
29 ноября 2018 года стало известно, что Том Хэнкс ведёт предварительные переговоры, чтобы сыграть Джеппетто в фильме, но сдал проект после отъезда Кинга. В августе 2020 года Хэнкс вернулся в проект. Сообщается, что Хэнкс обратился к режиссёру Роберту Земекису за ролью после прочтения сценария; эти двое ранее работали вместе в фильмах «Форрест Гамп» (1994), «Изгой» (2000) и «Полярный экспресс» (2004). В январе 2021 года Люк Эванс присоединился к актёрскому составу в роли кучера, а Оукс Фегли начал переговоры о роли Лэмпвика. В марте на главную роль был взят Бенджамин Эван Эйнсворт, к которому также добавились Синтия Эриво, Джозеф Гордон-Левитт, Киган-Майкл Кей и Лоррейн Бракко. Эриво сыграет Голубую Фею, а Гордон-Левитт Кей и Бракко озвучат сверчка Джимми, Честного Джона и нового персонажа, Чайку Софию, соответственно.

### Съёмки
Основные съёмки начались 17 марта 2021 года в Cardington Film Studios, Англии, под рабочим названием «Mahogany» и завершились в апреле.

## Музыка
Алан Сильвестри, постоянный сотрудник Земекиса, сочинил музыку к фильму. Сильвестри и Глен Баллард написали новые песни для проекта, в которые также вошли песни из оригинального мультфильма.

## Релиз
29 октября 2019 года стало известно, что Disney в настоящее время рассматривает возможность выпуска фильма на своём потоковом сервисе Disney+ из-за неудачных кассовых сборов его ремейка 2019 года «Дамбо» и «Малефисента: Владычица тьмы», хотя сообщалось, что «театральный релиз кажется более вероятным» после прихода Роберта Земекиса в качестве режиссёра. 9 декабря 2020 года было официально объявлено о переносе фильма на Disney+ вместо театрального по причине пандемии COVID-19. 9 марта 2022 года было объявлено о том, что премьера состоится в сентябре. 31 мая были опубликованы первый тизер-трейлер и постер, а также стало известно, что фильм выйдет 8 сентября.

## Реакция

### Аудитория
По словам Nielsen, «Пиноккио» был шестой популярной программой на всех платформах в течение недели с 11 сентября 2022 года. По данным потокового агрегатора Reelgood, фильм был пятой просматриваемой программой на всех платформах в течение недели с 17 сентября 2022 года. По данным Whip Media, «Пиноккио» был восьмым просматриваемым фильмом на всех платформах в США в течение недели с 23 сентября 2022 года.

### Критика
На Rotten Tomatoes фильм имеет рейтинг 27 % со средней оценкой 4,3/10. Консенсус сайта гласит: «Визуально ослепительный, но бездушный, в значительной степени инертный „Пиноккио“ подтверждает, что вы всегда должны позволять своей совести быть вашим проводником… вдали от ненужных ремейков». Metacritic дал фильму среднюю оценку 38 из 100, основанную на 37 отзывах, что указывает на «в целом неблагоприятные отзывы».
Адриан Хортон из The Guardian дал фильму три звезды из пяти, сказав: «Живое изображение классической анимации имеет эффективные визуальные моменты и впечатляющий поворот от Тома Хэнкса, но никогда не оправдывает его существование». Ричард Ропер из Chicago Sun-Times дал фильму три звезды из четырёх, написав: «Каждый кадр „Пиноккио“ наполнен богатыми и пышными деталями — иногда это почти похоже на трёхмерный фильм — и выступления, будь то живое действие или озвученные, универсально превосходны». Дэнни Ли из Financial Times подумал, что «Анимация теперь настолько гиперпродвинута, пейзаж фильма настолько жуток, как это, так и что легко запутаться в том, где реальность останавливается, а единицы и нули захватывают верх». Дженнифер Грин из Common Sense Media дала фильму три звезды из пяти и почувствовала, что он «хвастается впечатляющим сочетанием CGI-анимации и живых актёров и декораций, но окончательный продукт кажется немного перемешанным».
Эми Николсон из The New York Times критиковала сценарий: «Джеппетто [поёт] о своём недавно придуманном мёртвом сыне. Кто-то хотел обременять старого Уитлера большей мотивацией и прицелился к мёртвой жене, чтобы загрузиться». Кристи Лемир из сайта RogerEbert.com назвала выступление Кигана-Майкла Кея «на сегодняшний день изюминкой фильма», но чувствовала, что другие изменения сюжета «слишком часто чувствуют себя пустыми и не добавляют никакого понимания». Алекс Годфри из журнала Empire дал фильму две звезды из пяти, сказав: «Трудно много инвестировать в отношения Джеппетто и Пиноккио, когда они почти не проводят время вместе. В конечном счёте, всё это немного плоско и похоже на упражнение. Он существует, потому что может». Кристиан Зилко из IndieWire написал: «Хотя оригинальный сюжет остаётся, несомненно, отличным, „Пиноккио“ не может пересказать его, потому что игнорирует свой собственный совет. …Если бы Дисней действительно верил, что вневременная добродетель и характер важнее, чем блестящий новый внешний вид, этот ремейк никогда не был бы сделан». Патрик Кремона из Radio Times посчитал, что он «никогда не делает достаточно, чтобы оправдать своё собственное существование, не сумев каким-либо значимым образом улучшить огромную анимацию 1940 года». Эндрю Баркер из Variety также написал негативный отзыв, сказав: «На этом „Пиноккио“ не может иметь никаких струн, но в нём тоже не так много сердца».

### Награды и номинации
Фильм получил четыре номинации на премию Золотая малина и смог победить в одной из них.
| Награда        | Категория                         | Номинанты и получатели   | Результат |
| -------------- | --------------------------------- | ------------------------ | --------- |
| Золотая малина | Худший фильм                      | Пиноккио                 | Номинация |
| Золотая малина | Худшая режиссура                  | Земекис Роберт           | Номинация |
| Золотая малина | Худшая женская роль второго плана | Лоррейн Бракко (озвучка) | Номинация |
| Золотая малина | Худший ремейк                     | Пиноккио                 | Победа    |